# Khítrovo (Tula)
|  | Per a altres significats, vegeu «Khítrovo». |

Khítrovo (en rus: Хитрово) és un poble de l'óblast de Tula, a Rússia, segons el cens del 2010 tenia 176 habitants.